# Френе, Роже де ла
Роже де ла Френе (фр. Roger de la Fresnaye; 11 июля 1885, Ле-Ман — 27 ноября 1925, Грас) — французский художник, представитель кубизма в живописи.

## Жизнь и творчество
Роже де ла Френе родился в семье офицера, происходившего из аристократических кругов. По окончании школы юноша приехал в Париж, где изучал искусство. В период между 1904 и 1906 годами он учился в Академии Жюлиана, в Школе изящных искусств и в Академии Рансона под руководством таких мастеров живописи, как Морис Дени и Поль Серюзье. Особое влияние на творчество молодого художника в этот период оказали работы П. Гогена, П. Сезанна, группы Наби. В начале 1910-х годов Роже де ла Френе изучал скульптуру в Академии Гранд-Шомьер под руководством А. Майоля. В 1911 году он открыл для себя кубизм и создал крупноформатные, многоцветные полотна, наполненные геометрическими элементами, изображающими людей, пейзажи и натюрморты. Первая персональная выставка художника состоялась в Париже в 1914 году.
С началом Первой мировой войны Роже де ла Френе записался добровольцем в пехоту и ушёл на фронт. В годы своей службы он создал серию фигуративных рисунков, изображающих солдатскую жизнь в военных условиях. В 1918 году художник попал под немецкую газовую атаку и заболел туберкулёзом. В связи с этим, комиссованный из действующей армии, де ла Френе уехал на юг Франции, где был более подходящий климат для его излечения. Скончался в Грасе от туберкулёза.

## Выставки
- Салон Независимых
- Салон Тюильри
- Осенний салон

## Галерея

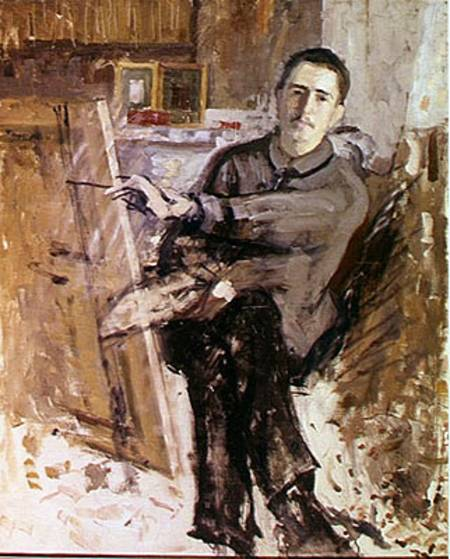
Автопортрет. 1907-1908
Артиллерия. 1911
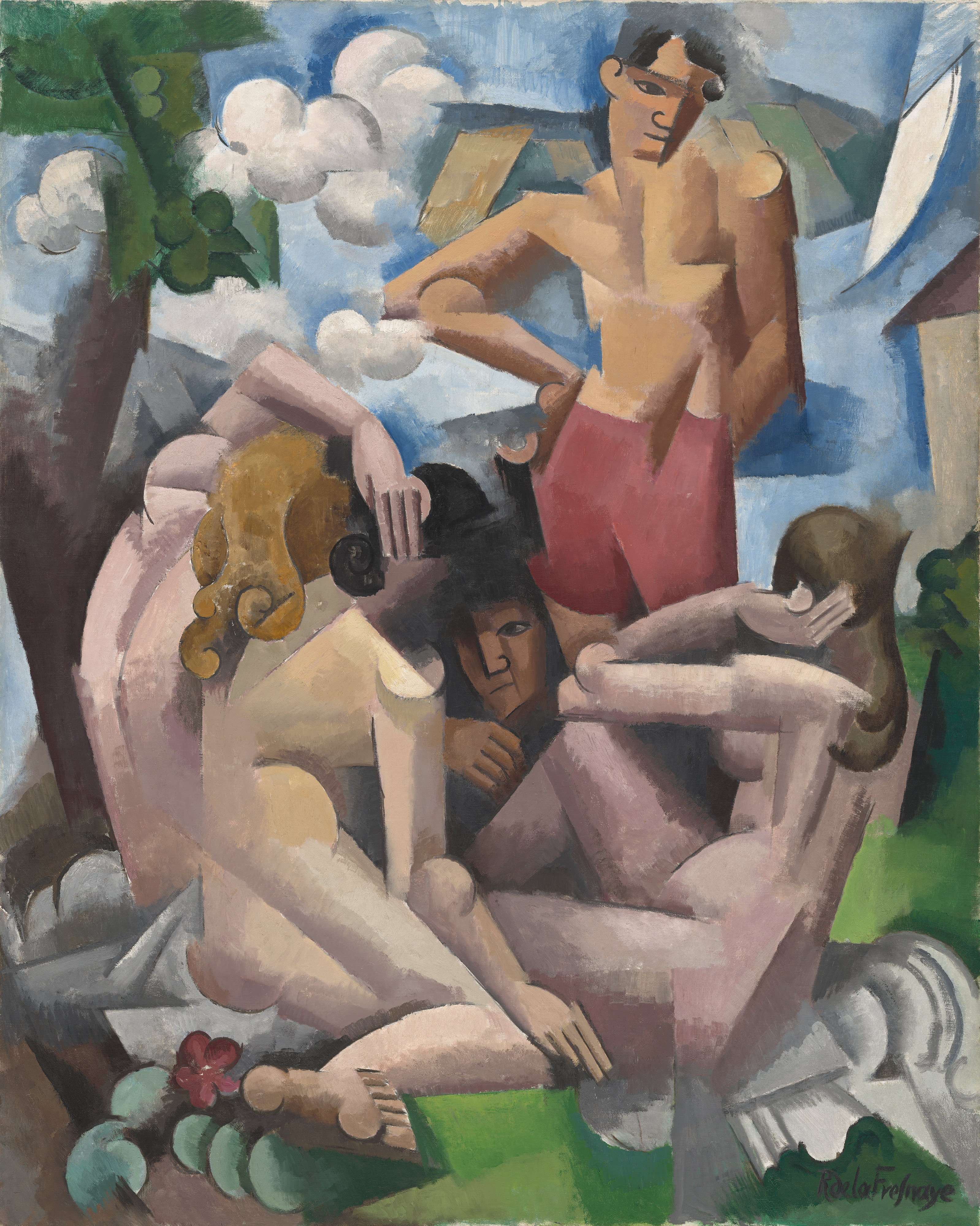
Купальщики. 1912
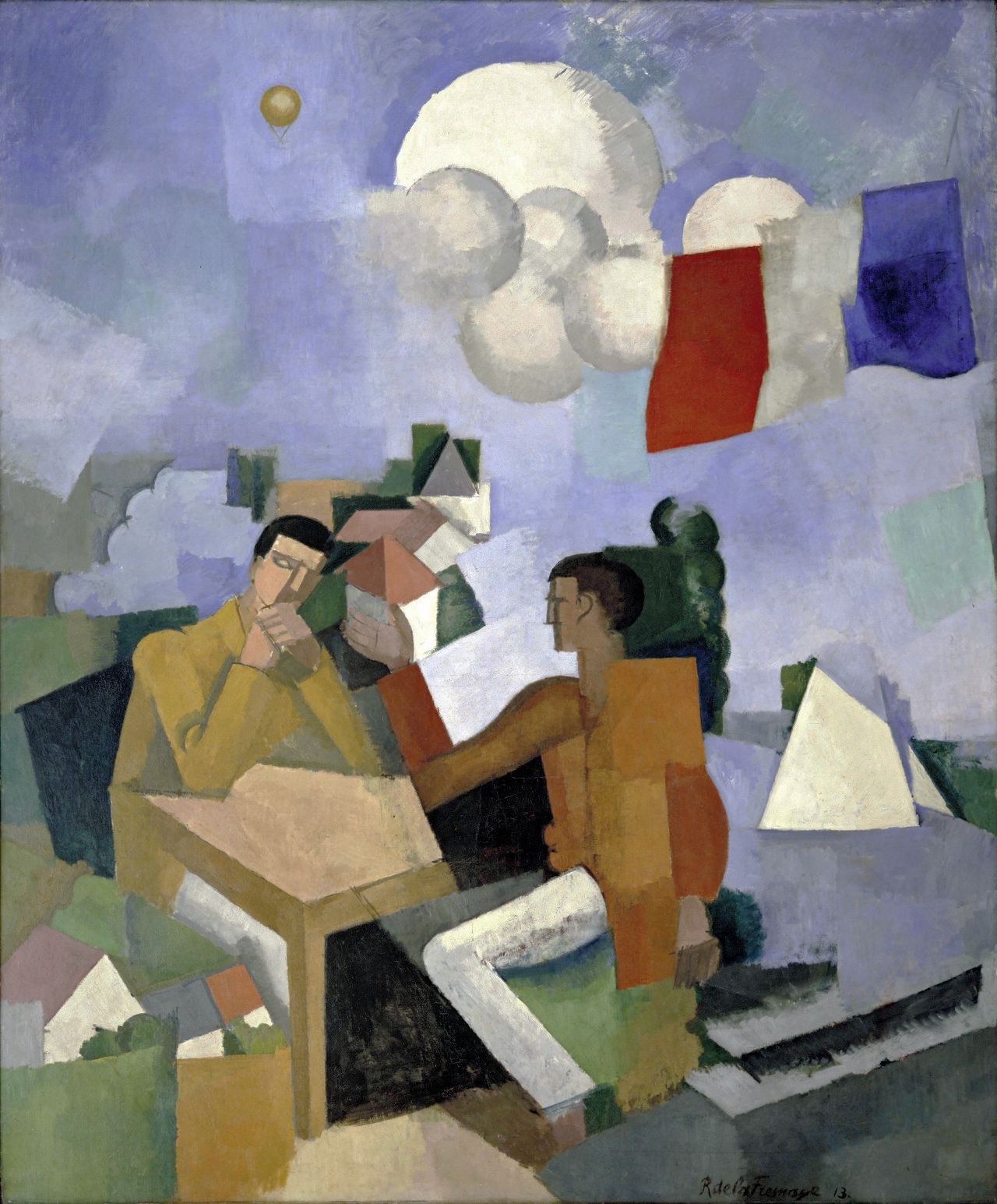
Покорение воздуха. 1913
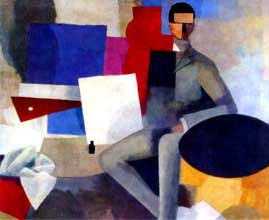
Сидящий мужчина. 1914